# Хаїм Кац
Хаїм Кац (івр. חַיִּים כַּץ, нар. 21 грудня 1947) — ізраїльський політик, депутат Кнесету. Очолює міністерства туризму, національної безпеки, спадщини та переферії. Кац був міністром праці, соціального забезпечення та соціальних послуг з 2015 по 2019 рік, а також був членом Кнесету від партії «Ам ехад» між 1999 і 2003 роками та від «Лікуду» між 2003 і 2023 роками.

## Життєпис
У 1999 році Кац приєднався до нової партії «Один народ». Він посів друге місце в списку на виборах того року і був обраний до Кнесету, коли партія отримала два місця.
З кінця грудня 2022 року обіймає посаду міністра туризму Ізраїлю.